# An Qi
An Qi (安琦, ur. 21 czerwca 1981 w Dalian) – chiński piłkarz, który występuje na pozycji bramkarza w klubie Changchun Yatai, który gra w Chinese Super League. Grał wcześniej w innych chińskich klubach: Guangzhou Songri, Dalian Shide, Dalian Changbo i Xiamen Lanshi.
Był w kadrze na MŚ w 2002 roku w reprezentacji Chin, ale nie zagrał w ani jednym spotkaniu.